# Die Frau mit den Millionen
Die Frau mit den Millionen ist ein 1922 an zahlreichen europäischen Drehorten entstandener, dreiteiliger deutscher Abenteuer-Stummfilm von Willi Wolff mit seiner Frau Ellen Richter in der Titelrolle.

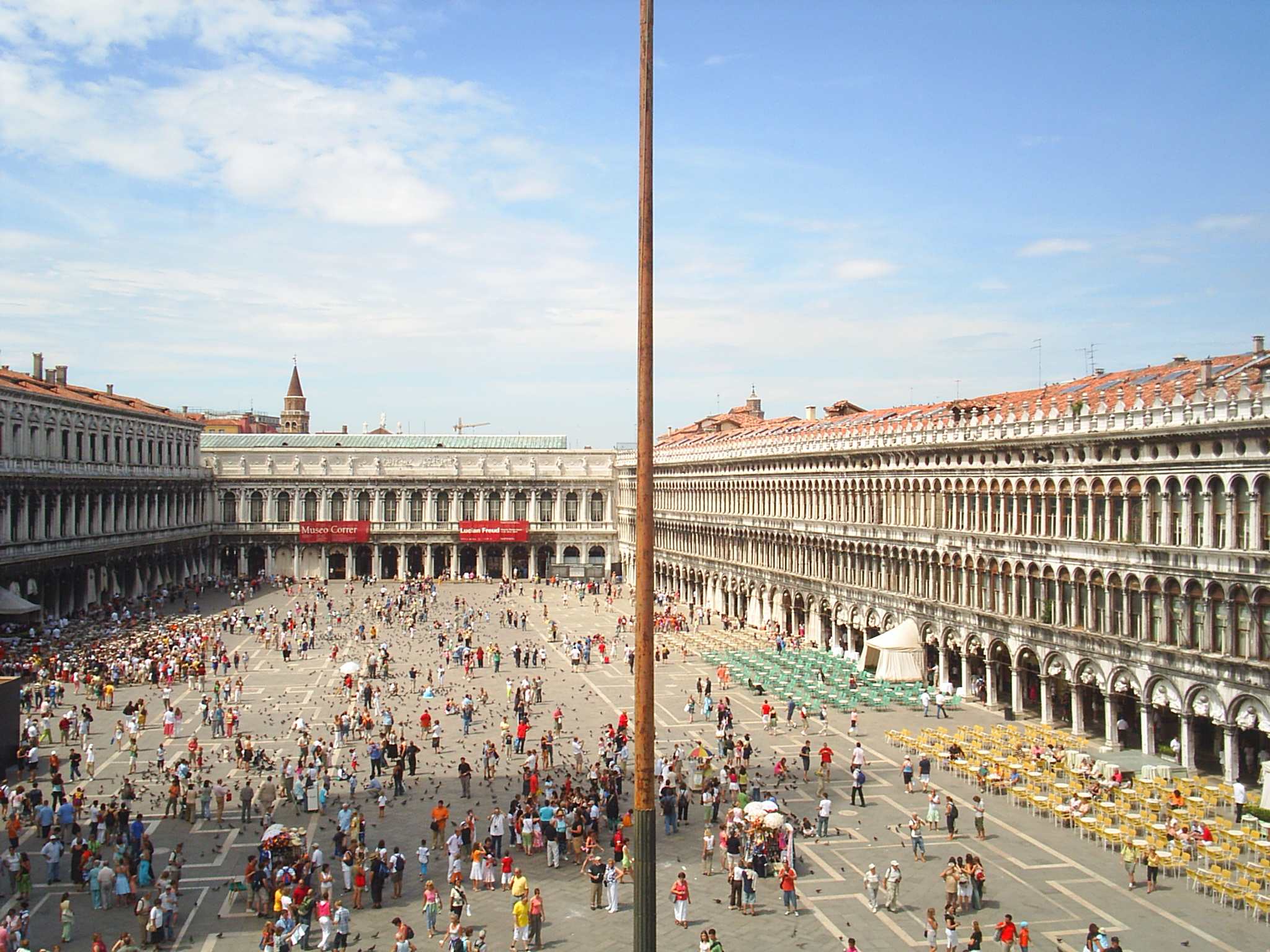
Drehorte: Markusplatz (Venedig) …

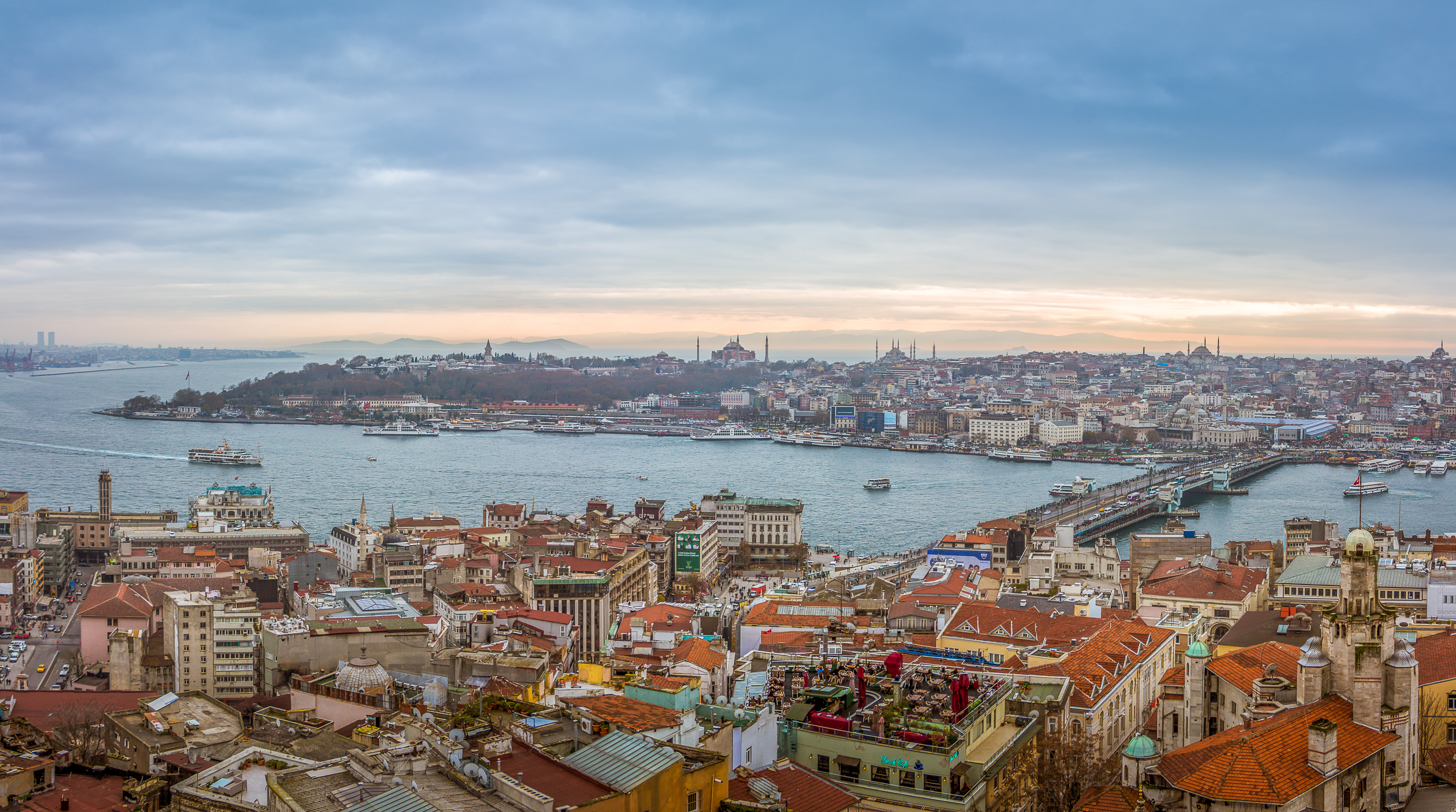
… Istanbul …

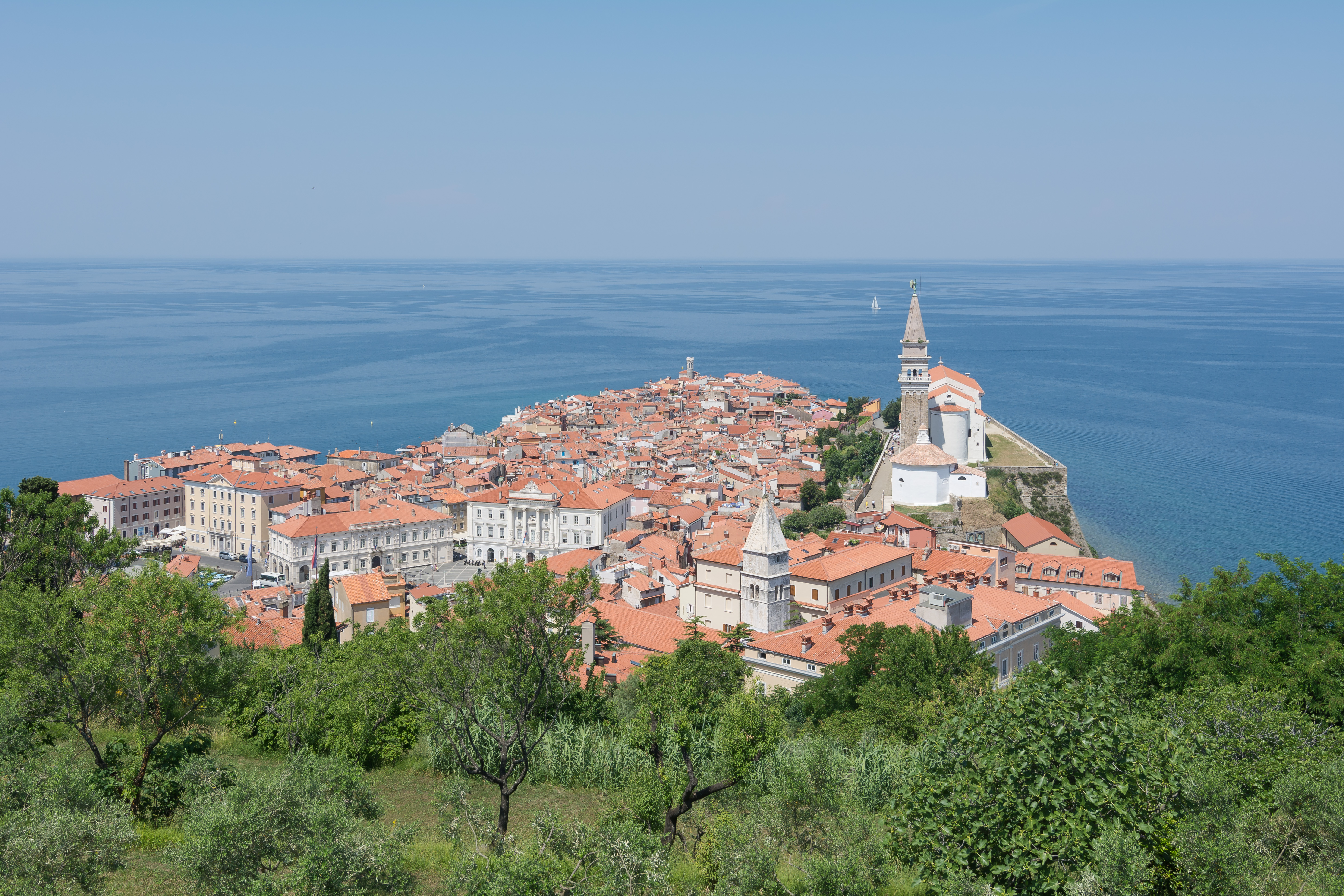
… Piran …

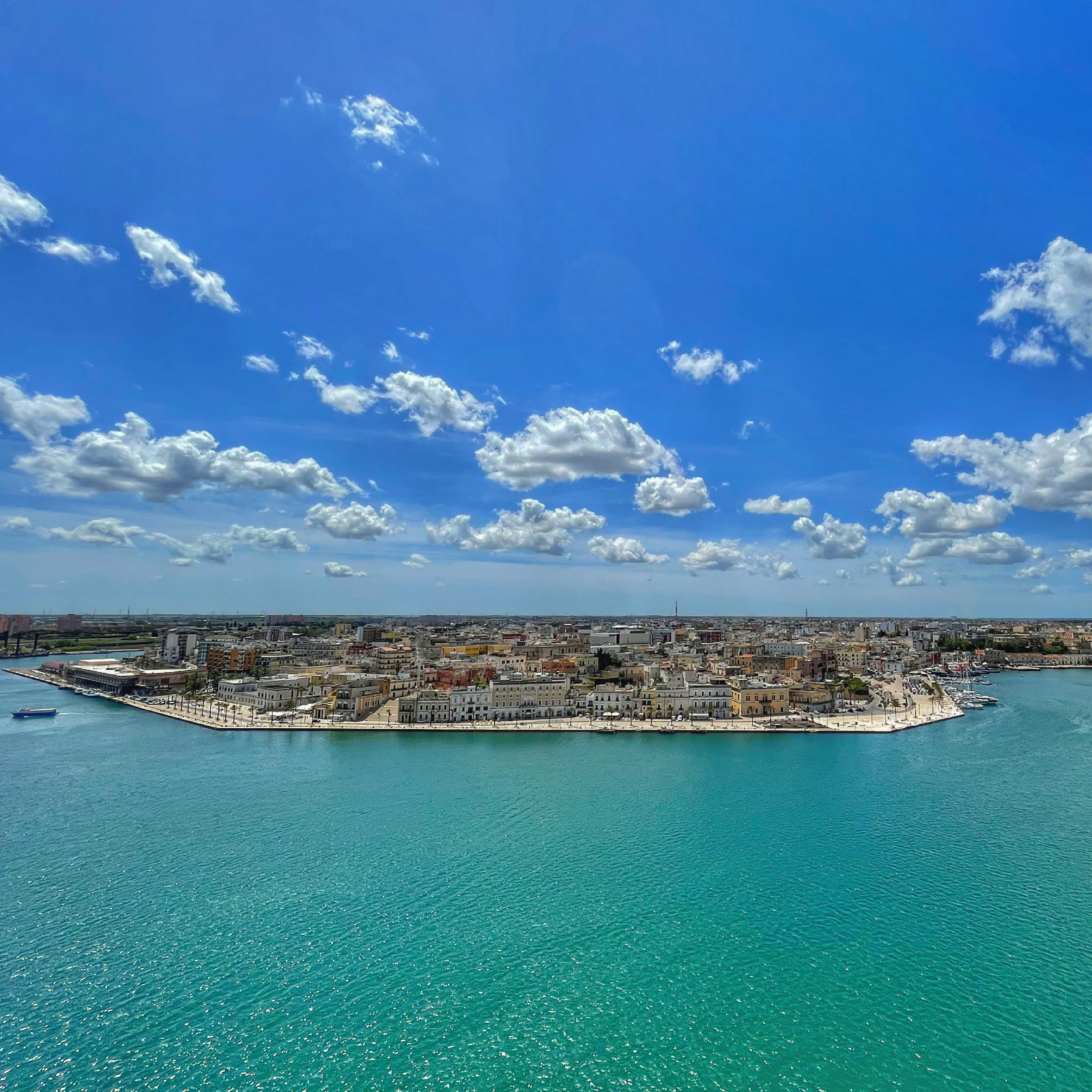
… und Brindisi

## Handlung
Die Geschichte beginnt in Paris. Dort besucht der türkische Mahmud Dedim Pascha die Oper, als ein Attentat auf ihn verübt wird. Der Schuss geht fehl und verwundet den Nabob lediglich. Die Schützin ist die armenische Prinzessin Smaragda Naburian. Sie wollte den Gewaltherrscher töten, weil dieser ihren Vater entführt hatte. Mahmud Dedim Pascha wollte mit dieser Gewalttat die Prinzessin unter Druck setzen, denn sie hatte sich vor einiger Zeit geweigert, die Ehefrau des Paschas zu werden. Nach dem misslungenen Attentat flüchtet Smaragda in die britische Botschaft, deren Sekretär Stuart Hardington sie seit dem Zeitpunkt kennt, als dieser sie einst aus den Fluten des Gardasees rettete.
Bald beginnen sich die Dinge massiv zu verkomplizieren. Der verwundete Pascha steckt unter einer Decke mit dem Ingenieur Anatol Pigeard bei einem groß angelegten Schwindel, bei dem es um Petroleumfelder und eine Unterschlagung im ganz großen Stil geht. Um Mahmud Dedim Pascha auf der Fährte zu bleiben, folgt ihm Smaragda an der Seite Hardingtons in einem Zug, der eine enorm wertvolle Ladung Goldes mit sich führt. Ohne dass die Prinzessin und ihr britischer Reisebegleiter davon wissen, hat sich im Zug auch ein Vertrauensmann des Paschas eingeschlichen, der Smaragda überfällt, fesselt und die Goldfracht an sich nimmt. Doch die Prinzessin kann sich befreien und nimmt mit Hardington die Spur des Schurken auf. Beide können auf dem Weg in die Türkei auf dem Balkan die Gold-Millionen wieder an sich nehmen und verstecken.
Der Pascha, der davon erfährt, will Rache und jagt nun den Engländer und die Prinzessin. Die gerät in die Hände eines Regionalfürsten, des alten Gospodar von Valona, der sie sogleich festsetzt. Der Ingenieur, eigentlich des Paschas Komplize, befreit jedoch Smaragda, die Frau mit den Millionen, die in einer brenzligen Situation sogar in einen Sack gesteckt, zugebunden und mit diesem ins Meer geworfen wird, wieder. Noch immer von Polizei und Pascha gesucht, flieht die Prinzessin über Korfu nach Budapest. Schließlich schlüpft sie in die Rolle eines Prinzen von Dagestan, wird jedoch bald als Schwindlerin entlarvt und soll erschossen werden, was jedoch ein türkischer Thronfolger, Prinz Selim, verhindert. Nun hat Prinzessin Smaragda auch ihren im Gefängnis einsitzenden Vater gefunden und erreicht, dass er mit ihr auf freien Fuß gesetzt wird. Das große Finale der Geschichte spielt sich auf der Rückreise der Protagonisten zwischen Konstantinopel, der Heimat des menschenräuberischen Paschas, und Paris, wo einst alles begann, ab. Selbstverständlich erhält Prinzessin Smaragda dort auch denjenigen Ehemann, den sie wirklich liebt und heiraten will.

## Produktionsnotizen
Die Frau mit den Millionen entstand über das Jahr 1922 verteilt an zahlreichen Drehorten in Mittel-, West- und Südeuropa: Paris, Korfu, Venedig (Markusplatz), Korinth, Piran, Verona, Athen, Warna, Sofia, Belgrad, Brindisi, Budapest, die Dardanellen und Konstantinopel (Istanbul). Der erste Teil passierte die Zensur am 14. Februar 1923. Die Länge des mit Jugendverbot belegten Fünfakters betrug 1866 Meter. Der zweite Teil passierte die Zensur am 28. Februar 1923. Die Länge des mit Jugendverbot belegten Fünfakters betrug 1765 Meter. Der dritte Teil passierte die Zensur am 14. März 1923. Die Länge des mit Jugendverbot belegten Fünfakters betrug 1631 Meter. Alle drei Teile feierten ihre Premiere am 8. März 1923. In Österreich lief der Film erst im Januar 1924 an. Hier wurde der Film auch als Zweiteiler gezeigt.
Die Filmbauten schuf Hans Dreier.

## Wissenswertes
Dieser Filmdreiteiler wurde, wie schon ihr Vorgängerdreiteiler Die Abenteurerin von Monte Carlo (1921), stark inspiriert von dem ähnlich angelegten Abenteuersechsteiler Der Mann ohne Namen mit Harry Liedtke in der Titelrolle, der 1921 ein großer Publikumserfolg war.
Dass die Heldin der Geschichte Armenierin ist und der Schurke Türke, ist auch eine politische Anspielung auf den Völkermord der Türken an den Armeniern 1915.

## Kritiken
Das Kino-Journal lobte den Film und gestand Ellen Richter zu, „eine ganz hervorragende Leistung“ abgeliefert zu haben. Auch Regisseur Wolffs „Regie leistet ganz Außerordentliches.“
Das Prager Tagblatt schrieb: „Man kann sich vorstellen, welche Unsummen diese ganze Filmexpedition verschlungen hat. (…) Fast möchte man sagen, daß diese ungeheure Ausbeute an wundervollen Landschafts-, Städte- und Meeresbildern die Geschehnisse erdrückt, wären nicht diese ohne jede Weitschweifigkeit ganz auf den Grundton der Abwechslung und des Erlebnis eingestellt und wären sie nicht stellenweise von einem Humor durchsetzt, der so gemütlich, so gesund und oft auch so urwüchsig ist, daß er zu lautem Auflachen zwingt“.
Das Neue Wiener Tageblatt lobte vor allem die Optik der Handlungsorte: „Reizend ist es, daß der Film wirklich herrliche Bilder aller jener schönen Städte und Landschaften zeigt, in welche die Handlung uns führt. Es ist kein Atelierfilm, sondern wirklich ein Film aus der weiten Welt.“
Das Grazer Tagblatt pries die Regie Willi Wolffs, der „die Handlung, geladen von Spannung und Humoristik, in prächtigem Tempo durchführte“.
Die Villacher Zeitung lobte neben den Reise-Schauwerten dieses Streifens vor allem Hauptdarstellerin Richter und meinte, sie gebe „Glanzleistungen ab, die kaum übertroffen werden können“.
Ins selbe Horn stießen die Freien Stimmen: „In diesem Film gelingt das schwierige Experiment, die Kinobesucher verschiedenster Geschmacksrichtungen zufriedenzustellen. Man sieht ein Stückchen Abenteuerromantik, es gibt behaglichen und grotesken Humor und herrliche Landschaftsbilder. Verblüffend gibt Ellen Richter die wagemutige, mondain türkische Prinzessin…“
Sehr viel kritischer fiel folgende Betrachtung und Einschätzung aus: „Alle Jahre wieder — kehrt Ellen Richter mit ihrem mehrteiligen Millionen-Abenteuerfilm nach der Schablone des Mann ohne Namen [auf die Leinwand zurück]. ‚Von Berlin zum Bosperus‘ spielt er diesmal und hängt einem ebensolang zum Halse heraus. … und man wünscht, man hätte die herrliche Reise persönlich bereits so abgeklappert wie die Etappen des Films auf ebendieser Route (auf deren Leim man nicht mehr kriecht). Doch ist zu sagen, daß der Anfang dieses Films regietechnisch und im Tempo gut geglückt, dass die kupferstichartige Photographie von ungewöhnlicher Schönheit ist, und daß aus fernem Land … lockende Bilder gezeigt werden, die sich allerdings nicht organisch in die Handlung einfügen.“